# Цитаровые
Цитаровые, или крупночешуйные камбалы (лат. Citharidae) — семейство лучепёрых рыб из отряда камбалообразных (Pleuronectiformes). В состав семейства включают два подсемейства по два рода в каждом и в общей сложности шесть видов. Представители трёх родов встречаются в Индийском и западной части Тихого океана от Японии до Австралии, а род Citharus — в Средиземном море и восточной Атлантике (у северо-западного побережья Африки). Длина тела от 14 до 36 сантиметров.

## Описание
Тело эллиптической формы, несколько сжато с боков. Чешуя крупная, ктеноидная на глазной стороне, на слепой стороне циклоидная или слабо-ктеноидная. Край предкрышки не покрыт кожей и чешуёй. У разных видов глаза на правой или на левой стороне головы. Рот большой, зубы не увеличены. Жаберные тычинки тонкие с небольшими шипами. Спинной плавник начинается перед или над верхним глазом, не имеет жёстких лучей. Анальный плавник длинный и также без жёстких лучей. Хвостовой плавник не соединяется с анальным и спинным плавниками. В хвостовом плавнике 21—23 луча. Грудные плавники расположены по обеим сторонам тела, с 9—13 лучами на глазной стороне и 10—13 лучами на слепой стороне. Брюшные плавники с коротким основанием имеют один колючий и 5 мягких лучей. Боковая линия хорошо развита на обеих сторонах тела, делает высокий изгиб над грудными плавниками. Слепая сторона белёсая, глазная сторона иногда с несколькими пятнышками
.

## Классификация
- Подсемейство Brachypleurinae
  - Род Brachypleura — индо-тихоокеанские цитары
    - Brachypleura novaezeelandiae — индо-тихоокеанская цитара

  - Род Lepidoblepharon — арафурские цитары
    - Lepidoblepharon ophthalmolepis — арафурская цитара
- Подсемейство Citharinae
  - Род Citharoides — цитароиды
    - Citharoides macrolepidotus — крупночешуйный цитароид
    - Citharoides macrolepis
    - Citharoides orbitalis

  - Род Citharus — цитары
    - Citharus linguatula — крупночешуйная цитара